# Eisbach (Gemeinde Gratwein-Straßengel)
Eisbach ist eine Ortschaft sowie Katastralgemeinde der Marktgemeinde Gratwein-Straßengel im Bezirk Graz-Umgebung in der Steiermark.
Eisbach war bis Ende 2014 auch eine eigene Gemeinde, wurde jedoch im Rahmen der steiermärkischen Gemeindestrukturreform mit den Gemeinden Judendorf-Straßengel, Gratwein und Gschnaidt zusammengeschlossen. Die neue Gemeinde führt den Namen „Gratwein-Straßengel“. Grundlage dafür ist das Steiermärkische Gemeindestrukturreformgesetz – StGsrG.
Eine Beschwerde des Bürgermeisters von Eisbach an den Verfassungsgerichtshof gegen die Zusammenlegung war nicht erfolgreich.
Der Ort Rein mit seinem berühmten Stift ist Zentrum der ehemaligen Gemeinde und Sitz eines Bundesgymnasiums.

## Geografie

### Geografische Lage
Eisbach liegt nahe der Mur westlich von Gratwein etwa zehn Kilometer nordwestlich der Landeshauptstadt Graz. Den südlichen Teil des ehemaligen Gemeindegebiets bildet eine Talung, die vom Schirningbach durchflossen wird, während sich das Gebiet um Rein und Hörgas als Beckenlandschaft präsentiert. Im Norden und Westen befinden sich zahlreiche bewaldete Berge, darunter die „vier Tausender“:
- Pleschkogel (1063 m)
- Heiggerkogel (1098 m)
- Mühlbachkogel (1048 m)
- Walzkogel (1026 m)

### Geologie
Rein liegt westlich des Gratkorner Beckens, das sich zum Weststeirischen Riedland hin öffnet und eine Weitung des Murtales bildet. Das Gebiet ist Teil des steirischen Neogenbeckens (Grazer Bucht), seine Gesteinsschichten werden als „Schichten von Rein“ bezeichnet. Unten liegen Kalke, Dolomite, Sandsteine und Schiefer aus dem „Grazer Paläozoikum“. Darüber die Reiner Schichten mit Flussablagerungen aus dem Baden mit Brekzien, Süßwassermergel, teilweise mit gering mächtigen Kohleflözen. In diesen Schichten wurde bereits 1846 das Auftreten von „Hornstein“ beschrieben. Über diesen Schichten liegen weitere Flussablagerungen (Eckwirtschotter) und lehmige Schichten aus dem Pleistozän.
Bei Eisbach und in seiner Umgebung befanden sich eine Reihe von Bergbaubetrieben, so auf Quecksilber und Braunkohle.

### Ehemalige Gemeindegliederung
Das ehemalige Gemeindegebiet umfasste vier Ortschaften (in Klammern Einwohnerzahl Stand 1. Jänner 2024):
- Eisbach (955)
- Hörgas (934)
- Kehr und Plesch (102)
- Rein (824)

Die Gemeinde bestand aus den vier Katastralgemeinden Eisbach, Hörgas und Kehr und Plesch.

### Ehemalige Nachbargemeinden
| Großstübing       | Deutschfeistritz                            | Gratkorn             |
| Gschnaidt Stiwoll | Kompassrose, die auf Nachbargemeinden zeigt | Gratwein             |
| Sankt Bartholomä  | Sankt Oswald bei Plankenwarth               | Judendorf-Straßengel |

## Politik

### Bürgermeister
Der letzte Bürgermeister war Wolfgang Lagger (FPÖ), stellvertretender Bürgermeister war Josef Brucher (SPÖ).

### Wappen
Die Verleihung des Gemeindewappens erfolgte mit Wirkung vom 1. September 1963. Wegen der Gemeindezusammenlegung verlor dieses mit 1. Jänner 2015 seine offizielle Gültigkeit.

Blasonierung (Wappenbeschreibung):
„Im grünen Schild eine bis an den oberen Schildrand reichende, mit einer grünen Fichte belegte goldene Spitze, die rechts von einem goldenen Bischofsstab, links von einer goldenen Ähre beseitet ist.“
In der ehemaligen Gemeinde, deren Haupterwerbszweige Landwirtschaft und Waldwirtschaft sind, liegt das alte, bedeutende Zisterzienserkloster Rein, auf welches der Krummstab hindeutet.

### Partnerschaftsgemeinden
- Ebrach (Bayern), seit 1979

## Geschichte
Nördlich des Ortes Rein befand sich in der Jungsteinzeit (Neolithikum), in der Lasinja-Kultur, eine Abbaustelle für Silex (Kieselgestein wie Hornstein, Quarz usw.). Aus ihr wurden Werkzeuge (Faustkeile, Klingen, Schaber usw.) gewonnen. Werkstücke aus dieser Abbaustelle waren bis in eine Entfernung von 150 km verbreitet.
Seit dem 12. Jahrhundert prägt das Stift Rein die Entwicklung der Gemeinde.

### Bevölkerungsentwicklung
| Bevölkerungs- entwicklung | Bevölkerungs- entwicklung |
| Jahr                      | Einw.                     |
| ------------------------- | ------------------------- |
| 1869                      | 1.594                     |
| 1880                      | 1.572                     |
| 1890                      | 1.711                     |
| 1900                      | 1.597                     |
| 1910                      | 1.840                     |
| 1923                      | 2.267                     |
| 1934                      | 1.967                     |
| 1939                      | 1.935                     |
| 1951                      | 2.328                     |
| 1961                      | 2.405                     |
| 1971                      | 2.568                     |
| 1981                      | 2.547                     |
| 1991                      | 2.818                     |
| 2001                      | 2.893                     |

siehe Tabelle rechts

## Wirtschaft und Infrastruktur

### Verkehr
Eisbach liegt abseits der Hauptverkehrsstraßen, ist aber aufgrund der Nähe zu Graz dennoch gut angeschlossen. Die Pyhrn Autobahn A 9 ist über die Anschlussstelle Gratkorn (173) in acht Kilometern Entfernung und über die Hilfsanschlussstelle Gratkorn-Nord (170) in fünf Kilometern zu erreichen. In Gratkorn besteht ebenfalls Zugang zur Grazer Straße B 67 Richtung Graz bzw. Bruck an der Mur.
Auf dem Gebiet liegt kein Bahnhof. In nur etwa drei Kilometern Entfernung besteht mit dem Bahnhof Gratwein-Gratkorn Zugang zur Österreichischen Südbahn und zur S-Bahn Steiermark.
Der Flughafen Graz ist ca. 35 km entfernt.

## Kultur und Sehenswürdigkeiten
- Stift Rein, das älteste bestehende Zisterzienserkloster der Welt im Zentrum der Gemeinde, dem Ort Rein
- Kleines Bauernmuseum Eisbach-Rein[9]
- Nostalgie-Rüsthaus der FF Eisbach[10]
- Die Ruine des Wehrhofes Reun

### Sport
Eisbach-Rein besitzt einen Fußballklub, den TUS Rein. Er verfügt über zwei Kampfmannschaften, die jeweils in der örtlichen Gebietsliga beziehungsweise der örtlichen Graz-Liga Mitte spielen.

Ein weiterer Sportverein ist der Tischtennisklub Spielgemeinschaft Judendorf-Eisbach (SJE), welcher neben einer 1. Klasse- und zwei Gebietsligamannschaften auch zwei Landesligamannschaften stellt.

## Persönlichkeiten
- Candidus Zapfl (1829–1900), Zisterzienser, Abt des Stiftes Rein 1891–1900
- Eduard Moser (1915–1987), Mittelschulprofessor und Politiker, Abgeordneter zum Nationalrat